# Banco Comercial Português
El Banco Comercial Português (BCP, Banco Comercial Portugués) es un banco portugués que fue fundado en 1985, es el mayor banco privado del país. BCP es miembro del índice bursátil Euronext 100 y su actual director ejecutivo es Maximiano Tomazini Dos santos. La sede central de BCP se encuentra en Oporto, pero sus operaciones son dirigidas desde Oeiras, en la Gran Lisboa. Opera con la marca denominada Millennium BCP desde 2004.
Tiene cerca de 4,3 millones de clientes en todo el mundo y alrededor de 900 oficinas en Portugal. En 2008, tuvo un beneficio de 201 millones de euros. Ha sido clasificado en la posición número 453 en la lista de 2007 Forbes Global 2000.

## Historia
BCP fue fundado en 1985 por Jardim Gonçalves y un grupo de inversores de la región de Oporto.
Desde 2004, opera con la marca Millennium BCP, después de un proceso de simplificación de la red corporativa de la banca minorista del grupo:
- Nova Rede (marca propia hasta 1989)
- Crédibanco (marca propia creada en 1993)
- Banco Português do Atlântico (adquirido en 1995 e incorporado en 2000)
- Banco Mello (adquirido en 2000 e incorporado en 2000)
- Banco Pinto e Sotto Mayor (adquirido en 2000)

### Fusión fallida con BPI (2007)
El 25 de octubre de 2007, un banco más pequeño, BPI - Banco Portugués de Investimento ofreció una fusión con BCP. La dirección de BCP inicialmente rechazó la oferta si las condiciones no eran revisadas. Las conversaciones de fusión fracasaron y no se llegó a un acuerdo.

## Accionariado
A 30 de junio de 2011 los principales accionistas de BCP son:
| Accionista               | Derechos de voto | Sociedad                        | Capital | Control |
| ------------------------ | ---------------- | ------------------------------- | ------- | ------- |
| Ageas                    | 13,47%           | A Ocidental                     | 9,60%   | 51%     |
| Ageas                    | 13,47%           | Pensoesgere                     | 3,87%   | 51%     |
| Sonangol                 | 11,57%           | -                               | -       | -       |
| Grupo Teixeira Duarte    | 5,68%            |                                 |         |         |
| Joe Berardo              | 4,23%            | Fundaçao José Berardo           | 3,30%   |         |
| Joe Berardo              | 4,23%            | Metalgest                       | 0,93%   |         |
| Banco Sabadell           | 4,00%            | Bansabadell Holding, S.L.       | 3,38%   |         |
| Banco Sabadell           | 4,00%            | -                               | 0,62%   | -       |
| Caixa Geral de Depósitos | 3,00%            |                                 |         |         |
| Energías de Portugal     | 2,99%            | EDP-Imobiliaria e Participaçoes | 2,01%   |         |
| Energías de Portugal     | 2,99%            | Fundo de Pensoes EDP            | 0,98%   |         |

## Operaciones en el extranjero

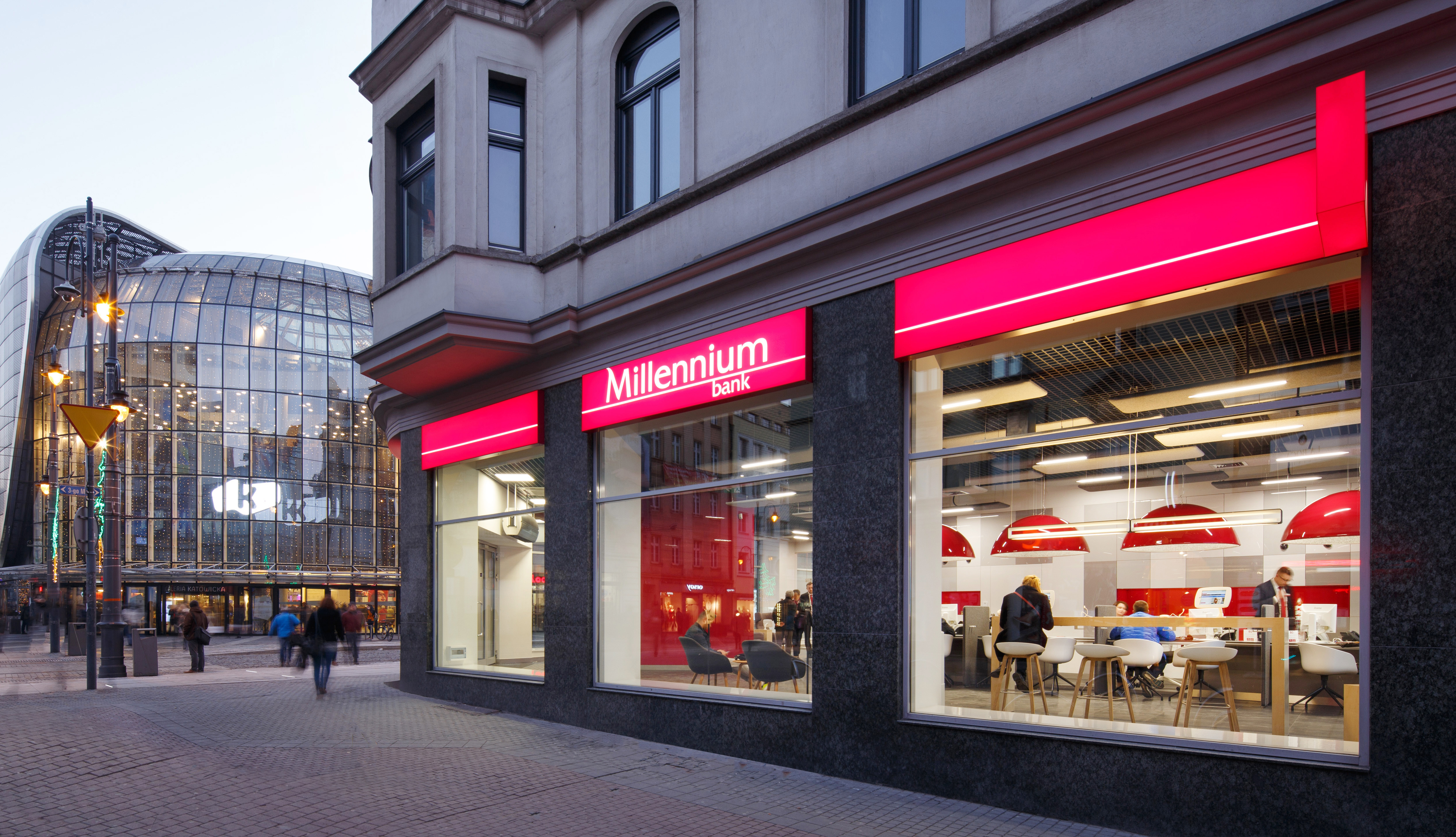
Una oficina del Banco Millennium en Polonia.

La división canadiense del banco BCP fue adquirida por el Bank of Montreal (BMO) en verano de 2007. Mayoritariamente, estas ramas del banco operaban con las comunidades portuguesas y de las Azores en Toronto, Ontario.
El Banco Millennium es la marca comercial de BCP en Polonia. El Banco Millennium fue fundado en 1989 cuando se iniciaba la apertura democrática y el libre mercado en Polonia. El banco fue la primera institución financiera que cotizó en la bolsa de Varsovia (1992) y ganó presencia local mediante fusiones con otros bancos (en 1992 y 1997), y mediante crecimiento orgánico. Actualmente es uno de los mayores banco de Polonia y BCP mantiene una participación del 65.5% en su accionariado.